# Salix sajanensis
Salix sajanensis är en videväxtart som beskrevs av Nasarow. Salix sajanensis ingår i släktet viden, och familjen videväxter. Inga underarter finns listade i Catalogue of Life.